# 安仲欣
安仲欣（1971年6月29日—），中国女子垒球运动员。

## 生平
她在1996年亚特兰大夏季奥林匹克运动会中，参加了女子垒球比赛并获得团体银牌。
安仲欣还参加了2000年夏季奥林匹克运动会。